# Penitenti recollettine di San Francesco
Le Penitenti recollettine di San Francesco sono monache del terz'ordine francescano risalenti al movimento di riforma promosso nel XVII secolo nelle Fiandre da Giovanna di Gesù de Neerinck.

## Storia
Nel XVII secolo esistevano nelle Fiandre e nella Francia settentrionale numerosi conventi di terziarie francescane, dette suore grigie, dedite alla cura dei malati. Nel 1604 Giovanna de Neerinck entrò tra le suore grigie del convento di San Giacomo a Gand: ispirata dal frate minore recolletto Pietro Merchant, tentò di introdurre nel convento una stretta clausura e osservanze più severe, ma ciò era in contrasto con l'attività ospedaliera condotta dalle suore.
La de Neerinck, insieme con quattro consorelle, lasciò allora il convento di San Giacomo e il 23 settembre 1623 fondò a Limburgo un nuovo monastero. Le religiose vi osservavano la regola del terz'ordine regolare di San Francesco, approvata da papa Leone X nel 1521, e delle costituzioni redatte da Pietro Marchant, approvate dal ministro provinciale dei recolletti nel 1624 e da papa Urbano VIII il 15 luglio 1634.
Le religiose conducevano una vita isolata, nelle preghiera e nella penitenza. La clausura era rigida e ogni attività esterna al monastero era proibita: ai monasteri era permesso avere un piccolo educandato interno.
Dopo quello di Limburgo, Giovanna de Neerinck fondò altri monasteri e anche delle comunità preesistenti di suore grigie fecero spontaneamente il loro ingresso nel movimento di riforma da lei promosso. Nel 1648, alla morte della fondatrice, i monasteri erano 16 e alla vigilia della rivoluzione francese le case avevano superato la quarantina ed erano presenti nelle Fiandre, nei Paesi Bassi, in Francia e in Germania.
Solo la comunità belga di Eupen e altre 11 comunità tra il Brabante e il Limburgo (Deursen, Uden, Megen, Haren, Boxmeer, Grubbenvorst, Venray, Oosterhout, Sint-Oedenrode, Oirschot e Dongen) riuscirono a sopravvivere al periodo napoleonico ma, a causa delle mutate condizioni sociali e su pressione dei vescovi, molte religiose abbandonarono la clausura e iniziarono a dedicarsi all'istruzione delle ragazze e alla cura dei malati.
Molti conventi aggiornarono le loro costituzioni e diedero origine a congregazioni centralizzate (penitenti recollettine di Oirschot, dell'Immacolata Concezione di Roosendaal, di Sant'Anna di Oudenbosch, della Sacra Famiglia di Eupen, della Carità Cristiana di Heythuysen, di Sint Lucia a Bennebroek).
Gli ultimi monasteri sui iuris di Penitenti recollettine di San Francesco furono quelli di Braine-le-Comte, riformato nel 1640, e quello di Assesse, fondato dalle religiose di Braine-le-Comte nel 1909; nel 2007 l'Annuario pontificio segnalava ancora l'esistenza di tre religiose, ma nell'edizione del 2010 non se ne faceva più menzione.